# Janne Da Arc
 (février 2014).
Si vous disposez d'ouvrages ou d'articles de référence ou si vous connaissez des sites web de qualité traitant du thème abordé ici, merci de compléter l'article en donnant les références utiles à sa vérifiabilité et en les liant à la section « Notes et références ».
Pour les articles homonymes, voir JDA.
Janne Da Arc (ジャンヌダルク, jannudaruku) ou JDA est un ancien groupe de rock japonais.

## Histoire
Le groupe s'est formé au début des années 1990. Composé de Yasu au chant, You à la guitare, Ka-Yu à la basse, Shuji à la batterie, et Kiyo aux claviers. Le chanteur est le principal compositeur et parolier.
Le nom du groupe vient du personnage Janne Da Arc du manga Devilman de Go Nagai, lui-même en allusion à Jeanne d'Arc (voir la chanson -Kyuuseishu Messiah -).
En janvier 2007, Yasu commence une carrière solo nommée Acid Black Cherry, où il collabore avec des grands noms de la scène rock japonaise comme Sugizo (ex Luna Sea). Le groupe annonce alors rentrer dans une période de pause.
Le 1er avril 2019, le groupe annonce sa séparation définitive, après le départ de Ka-yu.

## Formation
- Yasu (Yasunori Hayashi) : chant
- You (Yutaka Tsuda): guitare
- Kiyo (Kiyose Masanobu) : claviers
- Shuji (Shuji Suematsu): batterie
- Ka-Yu (Kazuyuki Matsumoto): basse